# Calle Jansson
Carl Magnus "Calle" Jansson, född 12 juni 1970, är en svensk mediechef och affärsman.
Jansson har en bakgrund som vd och ansvarig utgivare för Nöjesguiden. I december 2000 utsågs han till vd för ungdomskanalen ZTV. Från år 2002 var han programchef för både TV3 och ZTV. År 2005 togs detta jobb över av Anders Knave och Jansson fick istället ansvar för affärsområdet Modern Studios där bland annat produktionsbolaget Strix ingick. Han blev senare vd för det centrala Strixbolaget som ägde Strix dotterbolag i olika länder. År 2012 omorganiserades Strix, Janssons position avskaffades och han lämnade MTG-koncernen.
Hösten 2012 blev Jansson istället kanaldirektör på konkurrenten SBS TV (senare Discovery Networks Sweden). Han lämnade Discovery våren 2017.
I oktober 2017 grundade Jansson produktionsbolaget Bigster tillsammans med Alexandra Rapaport och producenten Birgitta Wännström. Han blev styrelseordförande i det nya bolaget.

## Källhänvisningar
1. ↑  Calle Jansson ny vd för ZTV, Dagens Nyheter, 2 december 2000
2. ↑  TV3s programchef till Ryssland, Dagens Media, 4 mars 2002
3. ↑  Anders Knave till MTG, Resumé, 8 augusti 2005
4. ↑  Lämnar Strix och MTG, Resumé, 7 maj 2012
5. ↑  Han får lyxvariant av Beckungs jobb på SBS, Resumé, 27 juni 2012
6. ↑  Calle Jansson slutar som kanaldirektör på Discovery, Resumé, 8 maj 2017
7. ↑  Trion bakom Gåsmamman startar produktionsbolag, Resumé, 16 oktober 2017